# Philippe Oddo
Philippe Oddo (Paris, 26 de setembro de 1959) é um banqueiro francês, sócio-gerente do grupo ODDO BHF.

## Biografia
Philippe Oddo é filho de Bernard Oddo, um corretor da bolsa, e de Colette Rathery. O general Paul Oddo era seu tio. Philippe Oddo concluiu os seus estudos na escola Saint-Martin de France em Pontoise e formou-se na HEC Paris em 1984. Estudou também na Université Paris-Dauphine, na Universidade de Nova Iorque e na Universidade de Colónia, na Alemanha.
Começou a trabalhar na Oddo & Cie em 1984, tornando-se managing partner em 1987.
À frente do grupo, Philippe Oddo diversificou as actividades do banco, nomeadamente nos sectores da banca privada e da banca de investimento. Liderou inúmeras operações de crescimento externo, como a compra da Delahaye Finances (1997), da Pinatton do Crédit Lyonnais Securities Europe ou do Banque d'Orsay e do Banque Robeco.
Em 2017, Philippe Oddo e a sua família foram classificados no centésimo primeiro lugar entre os ativos franceses pela revista Challenges, com um capital de 800 milhões de euros.
Phillipe Oddo é membro do clube Le Siècle.

## Outras responsabilidades
- Vice-presidente do Mouvement des entreprises de taille intermédiaire (METI)
- Administrador da Fundação para a Investigação da Doença de Alzheimer (IFRAD)
- Membro do Conselho de Administração da Fundação Bettencourt-Schueller (desde dezembro de 2011)